# Régiment des cuirassiers de la Garde

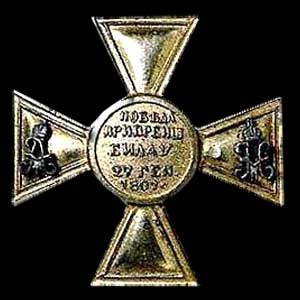
Insigne du régiment

Le régiment des cuirassiers de la garde de S.M. l'Empereur, dit aussi les « cuirassiers jaunes » ou les « cuirassiers de Tsarskoïe Selo », était un régiment de la garde impériale de Russie. La fête de ce régiment de cavalerie était le 21 juin, jour de la fête de saint Julien de Tarse.

## Historique
Un oukaze impérial du 11 décembre 1700 ordonne la formation du régiment et, au printemps 1701, le régiment des fusiliers des dragons du prince Nikita Mechtcherski est formé. Il change son nom en régiment des dragons du prince Volkonski au printemps 1702. Le régiment prend sa formation le 21 juin 1702, date de sa fondation.
Il fait partie de la Jeune Garde à partir de 1813, puis de la Vieille Garde à partir de 1831. Il était caserné à Tsarskoïe Selo. Son église était l'église Saint-Julien de Tsarskoïe Selo.

## Chronologie
- 1704, formation de la 11e compagnie de grenadiers

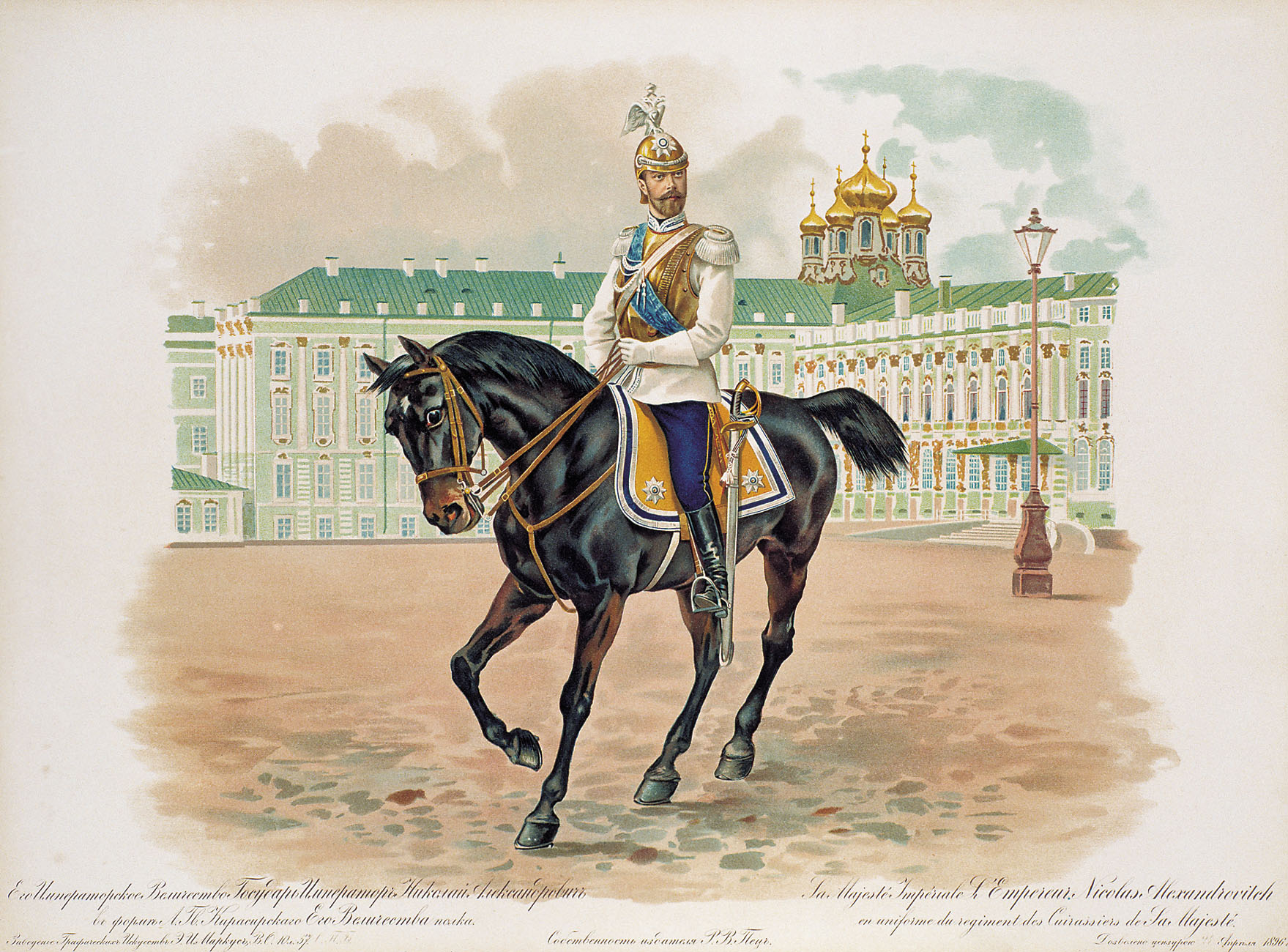
Nicolas II en uniforme des cuirassiers de la garde

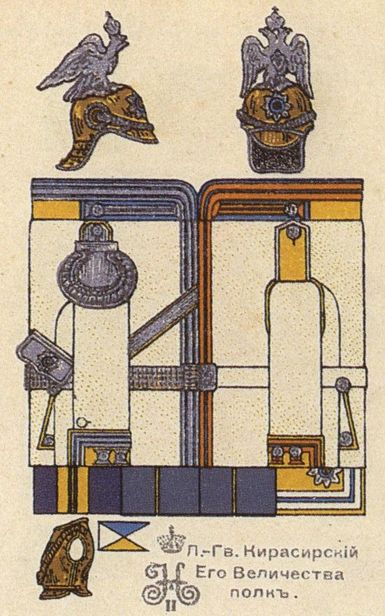
Uniforme de parade en 1910

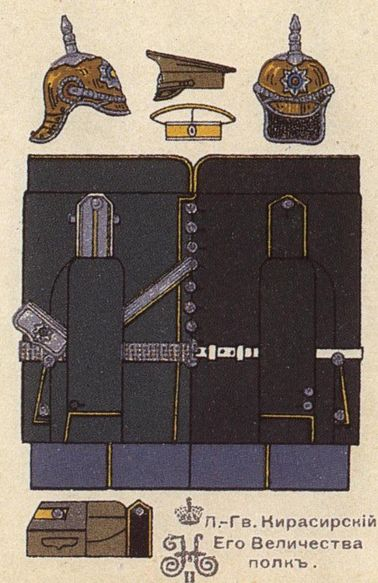
Uniforme habituel des cuirassiers de Sa Majesté en 1910

- 10 mars 1708, régiment des dragons de Iaroslavl
- 23 janvier 1709, la compagnie de grenadiers s'intègre au régiment de la garde à cheval
- 10 mai 1725, retour de la compagnie de grenadiers au sein du régiment
- 16 février 1727, régiment des dragons de Novgorod
- 6 novembre 1727, régiment des dragons de Iaroslavl, complété par la noblesse du gouvernement de Iaroslavl
- 8 février 1728, le régiment est formé en neuf compagnies de dragons et une compagnie de grenadiers
- 29 octobre 1731, la compagnie de grenadiers est dissoute et intégrée aux dragons, avec les grenadiers répartis par dix dans chaque compagnie
- 1er novembre 1732, renommé 3e régiment de cuirassiers
- 21 juin 1733, renommé régiment des cuirassiers de Bevern, en l'honneur de son chef le prince Antoine-Ulrich-Guillaume de Brunswick-Bevern
- 15 juin 1738, renommé régiment de cuirassiers de Brunswick
- 31 janvier 1742, renommé régiment des cuirassiers de Son Altesse Royale le duc de Holstein-Gottorp
- 4 décembre 1742, renommé régiment de Son Altesse Impériale le grand-duc Pierre Fiodorovitch
- 30 mars 1756, réformé en cinq escadrons de deux compagnies
- 27 décembre 1761, renommé régiment des cuirassiers de la garde de Sa Majesté
- 4 juillet 1762, renommé régiment des cuirassiers de la garde de Son Altesse le tsarévitch Paul Pétrovitch
- 24 octobre 1775, intégration d'un sixième escadron à partir du régiment des cuirassiers de Kiev
- 1787, 150 cuirassiers quittent le régiment pour former les régiments de gendarmes et de cuirassiers de la garde de Gatchina
- 17 novembre 1796, renommé en régiment des cuirassiers la garde de Sa Majesté
- 13 juin 1806, un escadron est intégré au régiment des dragons de Finlande
- 12 octobre 1811, une partie du régiment est intégrée au régiment des cuirassiers d'Astrakhan
- 1812, participe à la Guerre patriotique. Il combat à Vitebsk, Smolensk, Viazma à Krasnoïe, à Orcha, Borissov. Son chef, le baron Budberg, est blessé à la bataille de la Moskova.
- 27 décembre 1812, le régiment est formé avec six escadrons de combat et un escadron de réserve
- 1813, participe aux guerres de libération, contre la Grande Armée, en combattant à Lützen, Bautzen, Kulm, Königstein[Où ?], Leipzig, Brienne, Arcis-sur-Aube, Fère-Champenoise, et au siège de Paris
- 13 avril 1813, intègre la Jeune Garde pour sa bravoure et son courage aux combats de 1812, renommé régiment des cuirassiers de la garde
- 7 décembre 1817,  les cuirassiers natifs des provinces de l'ouest, forment le régiment de cuirassiers de la garde de Podolsk en droits et possessions de la Vieille Garde
- 21 mars 1823, la robe des chevaux de la garde devient l'alezan
- 25 juin 1831, Nicolas Ier devient chef du régiment qui a le droit de faire partie de la Vieille Garde, le régiment est renommé régiment des cuirassiers de la garde de Sa Majesté
- 22 août 1831,  le régiment des cuirassiers de la garde de Podolsk se joint au régiment à l'exclusion de sept officiers, et cent-quatorze cuirassiers qui intègrent le régiment des uhlans de la garde de Son Altesse Impériale le grand-duc Michel Pavlovitch. le régiment se compose désormais de six escadrons.
- 10 avril 1857, le régiment change la robe de ses chevaux en bai-brun et échange donc ses chevaux avec ceux du régiment des cuirassiers de la garde de Sa Majesté l'Impératrice

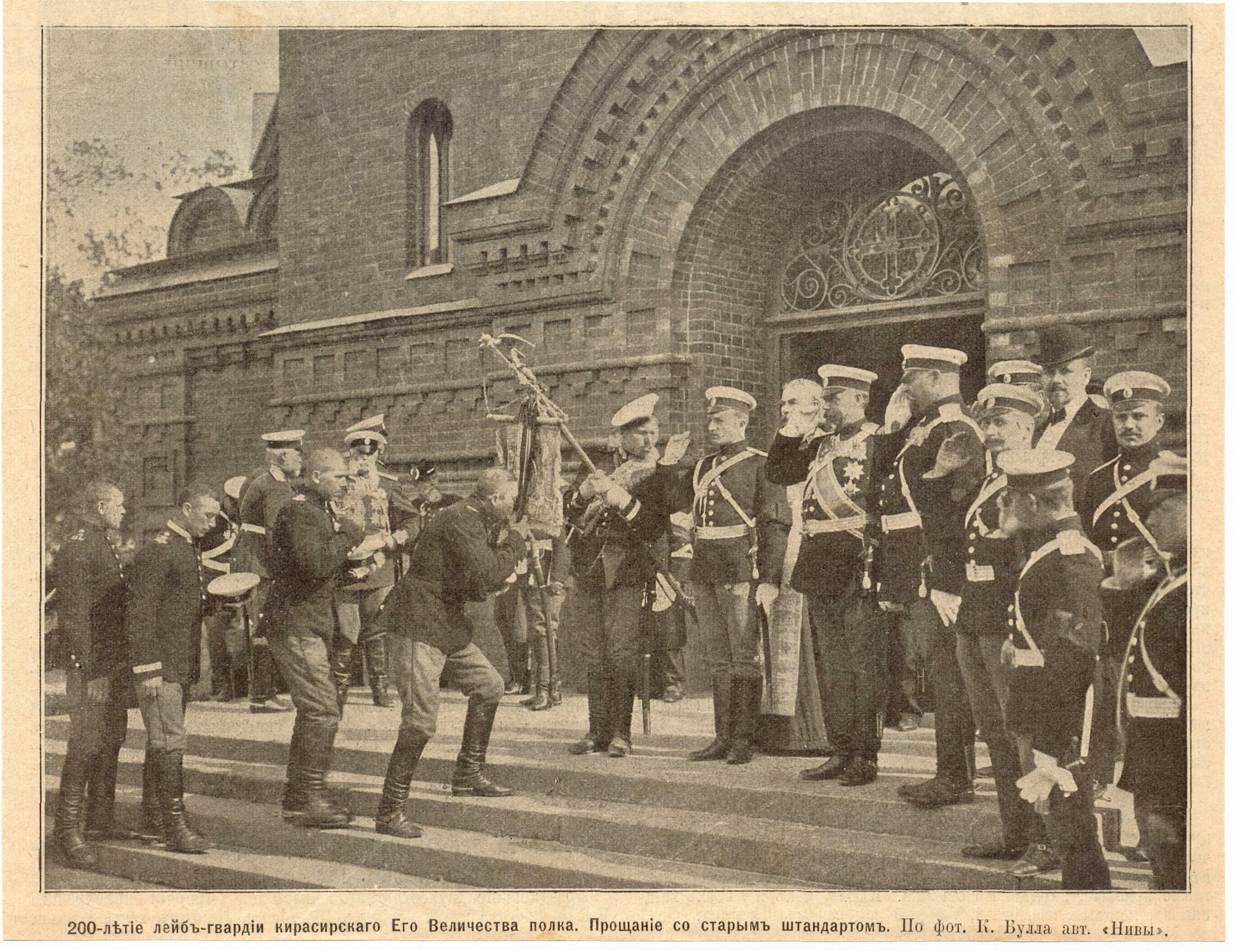
Bicentenaire du régiment (1902). Adieux à l'étendard devant l'église régimentaire Saint-Julien, photographie de Bulla

- 30 juillet 1904, le tsarévitch Alexis est intégré au régiment
- 1905, une partie du régiment participe au retour à l'ordre dans les provinces baltes
- 1910, formation d'une division de mitrailleurs
- 18 juillet 1914, le régiment rejoint la 1re Armée
- 28 juillet 1914, premiers combats d'éclaireurs du 3e et 4e escadrons (un mort et un blessé) contre les Allemands
- 3 août - 8 septembre 1914, participe à l'invasion de la province de Prusse-Orientale
- 4 mars 1917, à cause de la révolution de février et l'abdication de Nicolas II, le régiment est renommé 1er régiment des cuirassiers de la garde
- 8 juin 1917, renommé régiment des cuirassiers de la garde de Podolsk
- 22 juillet 1917, s'oppose aux mercenaires nationalistes ukrainiens en montant la garde à la gare de Kiev, réprime le coup de force du 2e régiment ukrainien Poloubotko, qui s'était emparé du centre-ville de Kiev
- 10 décembre 1917, le régiment se disloque. Il se dissout à Sviatochine, dans les faubourgs de Kiev, au motif du refus de passer sous autorité ukrainienne.

Une grande partie de ses officiers et de ses cuirassiers s'engage dans l'Armée blanche et combat jusqu'en 1920. Les derniers soldats combattants évacuent par Yalta en Crimée, le 2 novembre 1920.

## Source
- (ru) Cet article est partiellement ou en totalité issu de l’article de Wikipédia en russe intitulé « Кирасирский Его Величества лейб-гвардии полк » (voir la liste des auteurs).